# Abdalla Hamdok
Abdalla Hamdok, född 1 januari 1956 i Al-Dibaibat, Sudan, är en politiker och premiärminister i Sudan mellan 21 augusti 2019 och 25 oktober 2021. Han avsattes i en kupp i oktober.